# جاي-زي
شون كوري كارتر (من مواليد 4 ديسمبر 1969)، والمعروف باسم جاي-زي (بالإنجليزية: Jay-Z)، هو مغني راب، كاتب أغاني، مدير تسجيل، رجل أعمال، ومنتج تسجيل أمريكي. يُعتبر على نطاق واسع أحد أكثر فناني الهيب هوب تأثيرًا في التاريخ، وغالبًا ما يُشار إليه على أنه أحد أعظم مغني الراب في كل العصور.
ولد وترعرع في مدينة نيويورك، بدأ جاي-زي مسيرته الموسيقية لأول مرة بعد تأسيس شركة التسجيل روك-أ-فيلا في عام 1995، ثم أصدر ألبوم الاستوديو الأول ريزنبل داوت عام 1996. تم إصدار الألبوم بنجاح نقدي واسع النطاق، وعزز مكانته في صناعة الموسيقى. استمر في إصدار اثني عشر ألبومًا إضافيًا، بما في ذلك الألبومات المشهورة ذا بلو برينت (2001)، ذا بلاك ألبوم (2003)، أميريكان غانغستر (2007)، و 4:44 (2017). أصدر جاي-زي أيضًا ألبومات تعاونية كاملة الطول واتش ذا ثرون (2011) مع كانييه ويست وإيفريثينغ إز لوف (2018) مع زوجته بيونسيه، على التوالي.
خارج مسيرته الموسيقية، حقق جاي-زي أيضًا نجاحًا كبيرًا واهتمامًا إعلاميًا لمسيرته المهنية كرجل أعمال. في عام 1999، أسس شركة روكاوير لبيع الملابس بالتجزئة، وفي عام 2003، أسس سلسلة الحانات الرياضية الفاخرة كلوب 40/40. نمت كلتا الشركتين لتصبحا شركات بملايين الدولارات، وسمحت لـ جاي-زي بتمويل بدء شركة الترفيه روك نايشن، التي تأسست في عام 2008. في عام 2015، استحوذ على شركة التكنولوجيا أسبايرو وتولى مسؤولية خدمة بث الوسائط تايدل.
جاي-زي هو أحد أفضل فناني الموسيقى مبيعًا في العالم، بأكثر من 50 مليون ألبوم وأكثر من 75 مليون أغنية منفردة في جميع أنحاء العالم. لقد فاز بما مجموعه 22 جائزة جرامي، أكثرها لفئة الراب، ويحمل الرقم القياسي كأكثر مغني منفرد وصلت ألبوماته المركز الأول على بيلبورد 200، بـ 14 ألبوم. تم تصنيفه من قبل بيلبورد وزميله في النشر الموسيقي رولينغ ستون كواحد من أعظم 100 فنان في كل العصور. في عام 2017، أصبح أول مغني راب يتم تكريمه في قاعة مشاهير كتاب الأغاني، وفي عام 2018، حصل على جائزة «تحية إلى أيقونات الصناعة» التذكارية في حفل توزيع جوائز غرامي الستين. في يونيو 2019، أصبح جاي زي رسميًا أول مغني هيب هوب ملياردير، مما جعله خامس أغنى أمريكي من أصل أفريقي وأغنى موسيقي أمريكي. في ديسمبر 2020، أطلق جاي-زي مجموعة من منتجات القنب تسمى «مونوغرام».

## حياة سابقة
ولد شون كوري كارتر في 4 ديسمبر 1969 في حي بروكلين بمدينة نيويورك. نشأ في مارسي هاوسيز، وهو مشروع سكني في حي بيدفورد ستايفسانت في بروكلين. بعد أن تخلى والدهم، أدنيس ريفز، عن العائلة، قامت والدتهم، غلوريا كارتر، بتربية جاي-زي وإخوته الثلاثة. اجتمع ريفز لاحقًا وتصالح مع جاي-زي قبل وقت قصير من وفاته في عام 2003. يدعي جاي-زي في كلماته أنه في عام 1982، في سن الثانية عشرة، أنه أطلق النار على شقيقه الأكبر في كتفه لسرقة مجوهراته. إلى جانب مغني الراب أي زي، التحق بمدرسة إيلاي ويتني الثانوية في بروكلين حتى تم إغلاقها. ثم التحق بمدرسة جورج وستنجهاوس للتعليم المهني والتعليم الثانوي مع مغني الراب ذا نوتوريوس بي. آي. جي. وباستا رايمز، تلتها فترة قضاها في مدرسة ترينتون الثانوية في ترينتون، نيو جيرسي، على الرغم من أنه لم يتخرج. وفقًا لمقابلاته وكلماته، فقد باع الكوكايين وأصيب من إطلاق النار ثلاث مرات خلال هذه الفترة.
وفقًا لوالدته، اعتاد جاي-زي إيقاظ إخوته في الليل وهو يقرع أنماط الطبل على طاولة المطبخ. وقالت انها اشترت له مسجل راديو في يوم ميلاده، مما أثار اهتمامه في الموسيقى، وبدأ بالفري ستايليغ وكتابة الكلمات. عُرف باسم «جازي» حول الحي، وقد تبنى لاحقًا الاسم الفني «جاي-زي» تكريماً لمعلمه جاز-أو. يمكن سماع جاي-زي لفترة وجيزة في العديد من تسجيلات جاز-أو المبكرة في أواخر الثمانينيات وأوائل التسعينيات، بما في ذلك «إتش بي غيت بيزي» (HP Gets Busy) وذا أوريجينيتور (The Originators) وهاوايان سوفي (Hawaiian Sophie). انخرط جاي-زي في العديد من التحديات مع مغني الراب إل إل كول جاي في أوائل التسعينيات. أصبح معروفا لأول مرة لجمهور كبير عند أداء بوس كت (غناء راب متعاقب بين أربعة أشخاص أو أكثر) «أظهِر وأثبت» في ألبوم بيغ دادي كين لعام 1994 داديز هوم. تمت الإشارة إلى جاي-زي على أنه هايب مان (المغني الاحتياطي أو الداعم أو المحفز للمغني الرئيسي) في بيغ داداي كين خلال هذه الفترة، على الرغم من أن كين أوضح أنه لم يملأ دور الهايب مان التقليدي، وبدلاً من ذلك كان يظهر بشكل أساسي على المسرح. «عندما كنت أترك المسرح لأذهب لتغيير الملابس، كنت أْخرج جاي-زي وبوزتف كي وأسمح لهما بأداء الأسلوب الحر (فري ستايل) حتى أعود إلى المسرح.» ظهر جاي-زي الشاب في أغنية شهيرة لـ بيغ إل، «دا غريفيارد» (Da Graveyard)، وفي أغنية «تايم تو بلد» (Time to Build) لميك جيرونيمو، والتي ظهرت أيضًا في وقت مبكر من قبل دي إم إكس وجا رول في عام 1995. كانت أول أغنية فردية رسمية له تحمل اسم «إن ما لايف» (In My Lifetime)، والتي أصدر لها فيديو موسيقي في عام 1995. كما تم إنتاج فيديو موسيقي لم يتم طرحه بعنوان «آي كانت غيت وذ ذات» (I Can't Get with That).

## نمط موسيقي

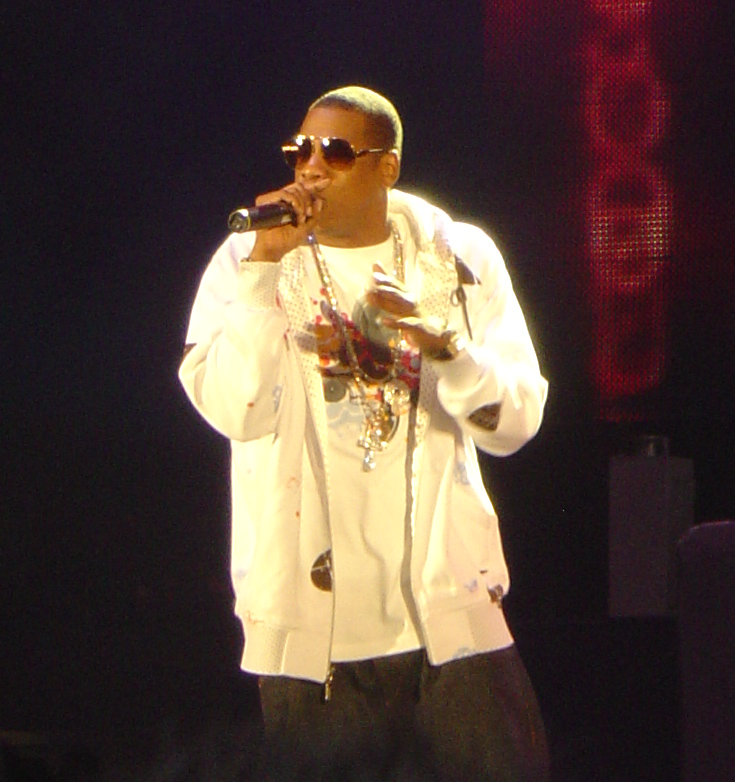
جاي-زي يؤدي في 2006

### تأثيرات
يقول جاي-زي إن أول تعرض له للموسيقى كان من خلال مجموعة تسجيلات والديه، والتي كانت في الغالب لفناني السول مثل مارفن غاي ودوني هاثاواي. يقول «نشأت حول الموسيقى، أستمع إلى جميع أنواع الناس. . . أنا أحب الموسيقى التي لديها روح فيها، سواء كانت موسيقى راب أو أر آند بي أو موسيقى البوب أو أيًا كان. طالما أنني أستطيع الشعور بأرواحهم من خلال الشمع، فهذا ما أستمع إليه حقًا.» غالبًا ما يستخدم مقتطفات من هؤلاء الفنانين كعينات في عمله، لا سيما في إنتاجات كانييه ويست المدرجة في ذا بلو برينت.

### تِقَنية الراب
يصف كل من رويس دا 5'9" وفريدرو ستار من أونيكس تركيز جاي-زي على التدفق في كتاب هاو تو راب —ستار يقول أن جاي-زي هو«سيد التدفق - يمكنه التدفق بسرعة، ويمكنه التدفق ببطء». يصف الكتاب كيف يستخدم جاي-زي «الراحة» لتوفير بنية للقافية وكيف يستخدم «الربط الجزئي» لإضافة المزيد من القوافي إلى بيت شعر. وصفت مجلة فايب أسلوب جاي-زي المبكر بأنه «أسلوب داس إي إف إكس المتميز، وأسلوب ستيغتي (stiggety)» في أغنيته الفردية الـ 12 «كانت غيت وذ ذات»، إشارة إلى الإيقاعات السريعة والإيصال الصوتي لمجموعة داس إي إف إكس. ومن المعروف أيضًا أنه يكتب كلمات في رأسه، كما وصفها بوشا تي من كليبس في هاو تو راب، وهو أسلوب شائع لدى العديد من مقدمي البرامج مثل ذا نوتوريوس بي. آي. جي، إيفيرلاست، وبوبي كريكواتر. يصف شوك جي من ديجيتال أندرغراوند (فرقة) أسلوب أداء جاي-زي، قائلاً إنه «نادرًا ما يتعرق، وبدلاً من ذلك يستخدم السلاسة والذكاء التلاعب بالألفاظ لإبقاء الجمهور مهتمًا وممتعًا». تم تطوير تقنية موسيقى الراب السريع الخاصة بـ جاي-زي، والمعروفة أيضًا باسم «القافية الثلاثية»، خلال سنواته الأولى في تأليف الموسيقى مع معلمه السابق جاز-أو.

## حياة شخصية

### العلاقة مع بيونسيه
في عام 2002، تعاون جاي-زي والمغنية بيونسيه في أغنية «03 بوني آند كلايد». كما ظهر في أغنية بيونسيه «كريزي إن لوف» وكذلك «ذاتس هاو يو لايك إت» من ألبومها الأول دينجيرسلي إن لوف. في ألبومها الثاني، بي داي، ظهر في أغنيتي «ديجا فو» و «أبغريد يو». في الفيديو الخاص بأغنية أبغريد يو، تقلد بشكل هزلي مظهره. لقد ظلوا بعيدًا عن الأنظار أثناء المواعدة وتزوجا في 4 أبريل 2008. أصبحت علاقتهما معروفة في 22 أبريل 2008، لكن بيونسيه لم تعلن عن خاتم الـ 5 ملايين دولار الذي تم تصميمه من قبل تصميم لورين شوارتز حتى حفل فاشون روكس في 5 سبتمبر 2008. يقيمون في منزل الـ 88 مليون دولارًا في حي بيل اير في لوس أنجلوس. يتجنبون عمومًا مناقشة علاقتهم، وقد ذكرت بيونسيه اعتقادها أن هذا قد ساعدهم، بينما وافق جاي-زي في مقالة لمجلة بيبول أنهم لا «يلعبون بعلاقتهم».
تم إدراج بيونسيه وجاي-زي كأقوى زوجين في مجلة تايم لأكثر 100 شخصية نفوذاً لعام 2006. في يناير 2009، صنفتهم مجلة فوربس على أنهم الزوجان الأكثر ربحًا في هوليوود، بإجمالي 162 مليون دولارًا. لقد وصلوا إلى أعلى القائمة في العام التالي، بإجمالي قدره 122 مليون دولارًا بين يونيو 2008 ويونيو 2009.
في حفل توزيع جوائز إم تي في فيديو ميوزك لعام 2011، كشفت بيونسيه أنها حامل بطفلها الأول. ولدت ابنتهما، بلو آيفي، في مستشفى لينوكس هيل بنيويورك في 7 يناير 2012. أصدر جاي-زي أغنية «جلوري»، وهي أغنية مخصصة لطفلهما، عبر موقعه على الإنترنت في 9 يناير 2012. وصفت الأغنية صراعات الحمل الزوجية، بما في ذلك الإجهاض الذي عانت منه بيونسيه. نظرًا لإدراج صرخات بلو في نهاية الأغنية وتم تسجيلها رسميًا في الأغنية باسم «بي آي سي»، فقد أصبحت أصغر شخص على الإطلاق (بعمر يومين) يظهر على مخطط بيلبورد عندما ظهرت أغنية «جلوري» في الأسبوع الأول بالمركز 74 على ترتيب أغاني هيب-هوب/أر آند بي. في 18 يونيو 2017، أكد والد بيونسيه ماثيو نولز أن جاي-زي وبيونسيه رحبا بتوأم: ابنة تدعى رومي وابن اسمه سير.

## إحسان

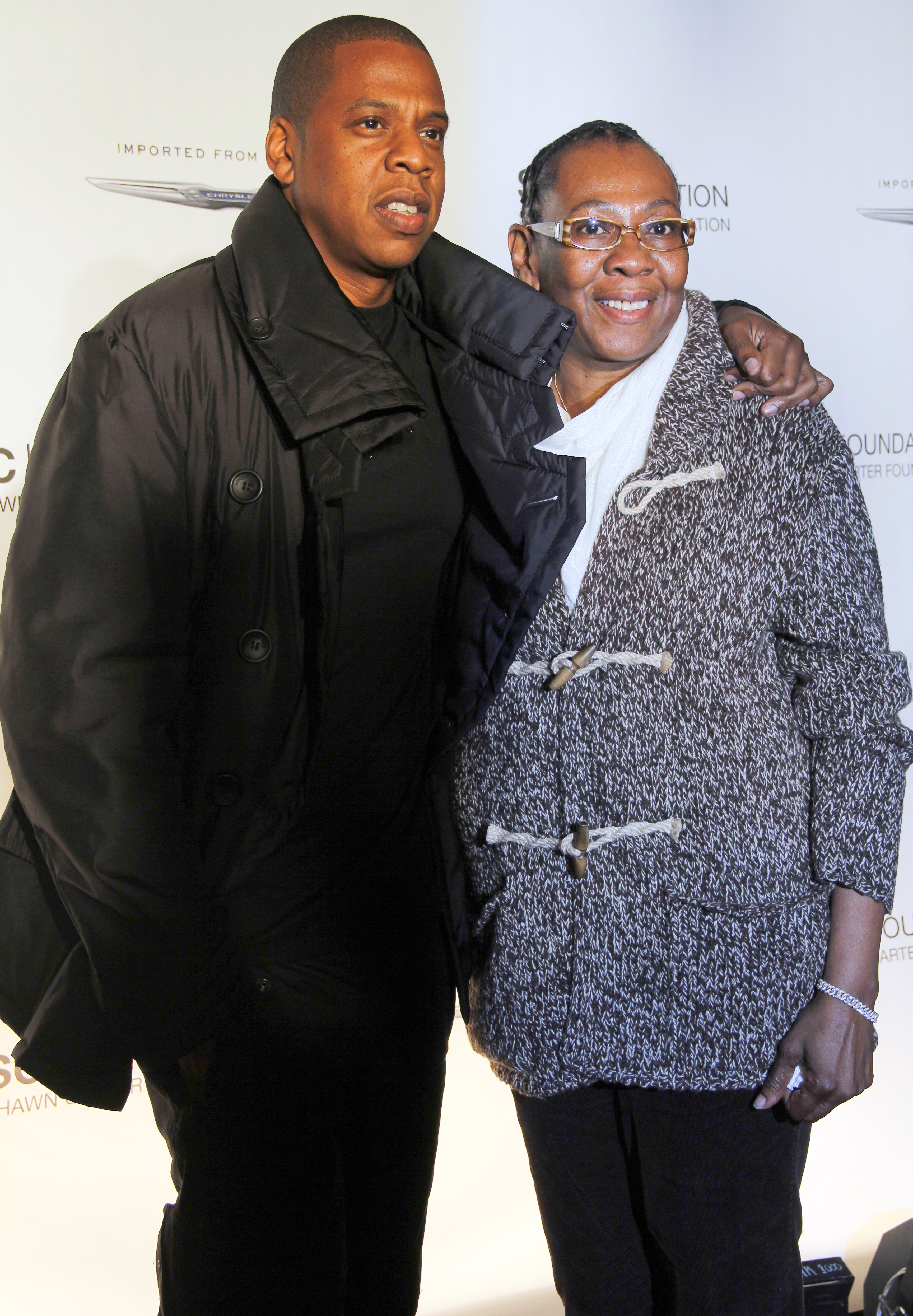
جاي-زي مع والدته جلوريا

في عام 2003، أسس جاي-زي مع والدته مؤسسة شون كارتر، التي ساعدت الطلاب المؤهلين الذين يواجهون صعوبات اجتماعية واقتصادية من خلال الكلية. في 9 أغسطس 2006، التقى مع الأمين العام للأمم المتحدة كوفي أنان في مقر المنظمة في مدينة نيويورك. تعهد مغني الراب باستخدام جولته العالمية القادمة لزيادة الوعي بمكافحة نقص المياه العالمي ومكافحته. كان يبحث بالفعل عن طريقة، على حد قوله، «ليصبح مفيدًا»، فقد تم إعلامه بهذه المشكلة خلال زيارة قام بها بونو من فرقة الروك يو تو إلى إفريقيا. تم بذل الجهد بالشراكة مع الأمم المتحدة، وكذلك إم تي في، التي أنتجت فيلمًا وثائقيًا بعنوان مذكرة جاي-زي: ماء للحياة، تم بثه لأول مرة في نوفمبر 2006. جنبا إلى جنب مع شون "ديدي" كومبس، تعهد جاي-زي بمليون دولار لجهود إغاثة الصليب الأحمر الأمريكي بعد إعصار كاترينا. أعلن جاي-زي دعمه لكانييه ويست بعد الظهور اللاحق ضد الرئيس جورج دبليو بوش خلال حفل خيري مباشر لإعصار كاترينا. كما تطرق إلى موضوع كارثة كاترينا، ورد الحكومة في أغنيته ذات النغم الواحد «تقرير الأقلية».
ذكر جاي-زي سابقًا في أغنية أن «أعظم أشكال العطاء هو مجهول المصدر»، وفي عام 2013، كشف المؤلف دريم هامبتون، الذي شارك في تأليف كتاب جاي-زي ديكوديد، أنه أسس بهدوء ثقة صندوق لأطفال حادثة إطلاق نار شون بيل.
تبرع جاي-زي بالمال لإنقاذ المتظاهرين الذين تم اعتقالهم خلال نشاط ضد وحشية الشرطة.

## سياسة
في عام 2006، ظهر جاي-زي مع راسل سيمونز في إعلان لمكافحة العنصرية ومعاداة السامية نظمته مؤسسة التفاهم العرقي. بحلول عام 2008، شارك جاي-زي بنشاط في الحملة الرئاسية لعام 2008، حيث دعم زيادة مشاركة الناخبين وساعد في إرسال الناخبين إلى مراكز الاقتراع. كان من أوائل المؤيدين لترشيح سيناتور إلينوي والرئيس الأمريكي اللاحق باراك أوباما، حيث كان يقدم أداءً مجانيًا في حفلات موسيقية مدفوعة بالناخبين تمولها حملة الديمقراطيين. كما تعرف على أوباما نفسه، الذي قال عنه «في كل مرة أتحدث فيها مع جاي-زي، الموهوب اللامع والرجل الجيد، أستمتع بطريقة تفكيره. هذا هو الشخص الذي سيبدأ في التفرع ويمكنه المساعدة في تشكيل المواقف بطريقة إيجابية حقيقية.» خلال حملة انتخابات منتصف المدة 2010، ظهر جاي-زي، مع فنانين آخرين، في إعلان أعدته منظمة هيد كاونت ‏، وحث الناخبين، وخاصة الأصغر منهم، على التسجيل والتصويت. في مايو 2012، أعلن جاي-زي تأييده لدعم الرئيس أوباما في قراره للسماح بزواج المثليين وشارك في حملته لإعادة انتخابه.
الموسيقي والناشط الحقوقي المدني هاري بيلافونتي كان ينتقد علنا جاي-زي وبيونسيه في المواقف السياسية الآمنة نسبيا، قائلاً إنهم «يديرون ظهورهم على المسؤولية الاجتماعية» في مقابلة مع صحيفة هوليوود ريبورتر. كما قدم أستاذ التمويل بجامعة سيراكيوز آراء مماثلة، مشيرًا إلى أن جاي زي لم يقدم سوى 6000 دولار للجمعيات الخيرية بعد أن جنى 63 مليون دولار في عام 2012. كما أعرب عن أن أقطاب الهيب هوب لم يكنونوا ليخرجوا على الأرجح لدعم زواج المثليين لو لم يتخذ الرئيس أوباما زمام المبادرة أولاً.
في الانتخابات الرئاسية الأمريكية لعام 2016، دعم جاي-زي وبيونسيه المرشحة الرئاسية هيلاري كلينتون في تجمعها في كليفلاند. أشادت كلينتون بجاي-زي لمواجهته العنصرية والقمع ونظام العدالة الجنائية.

## ديسكغرفيا
ألبومات الاستوديو
- ريزنبل داوت (1996)
- إن ماي لايف، صوت. 1 (1997)
- صوت. 2... هارد نوك لايف (1998)
- صوت. 3... لايف آند تايمز أوف إس. كارتر (1999)
- ذا دينسيتي: روك لا فاميليا (2000)
- ذا بلو برنت (2001)
- ذا بلو برينت 2: ذا غيفت آند ذا كرْس (2002)
- ذا بلاك ألبوم (2003)
- كينغدوم كم (2006)
- أميريكان غانغستر (2007)
- ذا بلو برنت 3 (2009)
- ماغنا كارتا هولي غريل (2013)
- 4:44 (2017)

ألبومات تعاونية
- «واتش ذا ثرون» مع كانييه ويست (2011)

## فيلموغرافيا
- الشوارع تراقب (1998)
- كواليس (2000)
- ممتلكات الدولة (2002)
- جنود الورق (2002)
- تتلاشى إلى الأسود (2004)
- غاتسبي العظيم (2013، منتج تنفيذي)
- صنع في أمريكا (2013، وثائقي)
- آني (2014، منتج)
- الرقود في السلطة: قصة تريفون مارتين (2018، منتج تنفيذي)

## جولات

### عنوان
- جولة ريزنبل داوت (1996)
- جولة هارد نوك لايف (1999)[79]
- جولة بلو برينت لونج (2001)[80]
- جولة هانغر (2006)
- أميريكان غانغستر لايف (2007)
- جولة جاي-زي فال/جولة بلو بريت 3 (2009–2010)
- جولة ماغنا كارتر العالمية (2013–14)
- جولة 4:44 (2017)

### عنوان مشترك
- روك ذا مايك (مع 50 سنت) (2003)[81]
- بيست أوف بوث ورلدز (مع أر كيلي) (2004)
- جولة هارت أوف ذا سيتي (مع ماري جي بلايج) (2008)
- جاي-زي وسيارا لايف (مع سيارا) (2009)
- جولة ذا هو آند هوم (مع إيمينيم) (2010)
- شاهد واتش ذا ثرون (مع كانييه ويست) (2011–12)
- جولة ليجندز أوف سمر ستاديوم (مع جاستن تمبرليك) (2013)
- جولة أون ذا رن (مع بيونسيه) (2014)
- جولة أون ذا رن 2 (مع بيونسيه) (2018)

### دعم
- جولة نو واي أوت (مع بف دادي وباد بوي ريكوردز) (1997)[82]
- بروجيكت ريفلوشن أوروبا 2008 (مع لينكين بارك) (2008)
- جولة فيفا لا فيدا (مع كولدبلاي) (2008)[83]
- جولة يو تو 360 درجة (مع يو تو) (2009–11)

## كتب
- ديكوديد (تعني تم فك الشفرة) بواسطة جاي-زي (2010:سبيغل وغراو، 336 صفحة) (ردمك 978-1-4000-6892-0). قسم الذكريات وجزء مجموعة من كلمات جاي-زي مع القصص وراء إنشاءها.[84]

## وصلات خارجية
- جاي-زي على موقع IMDb (الإنجليزية)
- جاي-زي على موقع الموسوعة البريطانية (الإنجليزية)
- جاي-زي على موقع ألو سيني (الفرنسية)
- جاي-زي على موقع ميوزك برينز (الإنجليزية)
- جاي-زي على موقع رولينغ ستون (الإنجليزية)
- جاي-زي على موقع تيرنر كلاسيك موفيز (الإنجليزية)
- جاي-زي على موقع أول موفي (الإنجليزية)
- جاي-زي على موقع قاعدة بيانات برودواي على الإنترنت (الإنجليزية)
- جاي-زي على موقع إن إن دي بي (الإنجليزية)
- جاي-زي على موقع أول ميوزيك (الإنجليزية)
- جاي-زي على موقع أول ميوزيك (الإنجليزية)
- ملف الRoc-a-Fella
- Diamond Dallas Sues Jay-Z Over 'Diamond Cutter' Hand Sign